# Cierno-Żabieniec
Cierno-Żabieniec is een plaats in het Poolse district  Jędrzejowski, woiwodschap Święty Krzyż. De plaats maakt deel uit van de gemeente Nagłowice en telt 480 inwoners.